# Кезон Квинкций Фламинин
Кезон Квинкций Фламинин (лат. Kaeso Quinctius Flamininus; III век до н. э.) — римский политический деятель из патрицианского рода Квинкциев. В 217 году до н. э. стал одним из дуумвиров, которым было поручено построить храм Согласия на Капитолии (его коллегой был плебей Гай Пупий). Известно, что строительство начали во исполнение обета претора Луция Манлия Вульсона. Храм был освящён в следующем году, но на тот момент дуумвирами уже были Марк и Гай Атилии. О судьбе Кезона Квинкция сохранившиеся источники ничего не сообщают.